# Marie-Ange Bruckert
Marie-Ange Bruckert es una deportista francesa que compitió en natación sincronizada. Ganó una medalla de oro en el Campeonato Europeo de Natación de 1989, en la prueba de equipo.

## Palmarés internacional
| Campeonato Europeo | Campeonato Europeo | Campeonato Europeo | Campeonato Europeo |
| Año                | Lugar              | Medalla            | Prueba             |
| ------------------ | ------------------ | ------------------ | ------------------ |
| 1989               | Bonn (RFA)         | Medalla de oro     | Equipo             |